# Su-25
Su-25 (w kodzie NATO Frogfoot) – radziecki, następnie rosyjski dwusilnikowy odrzutowy samolot szturmowy z końca XX wieku, silnie opancerzony i uzbrojony, opracowany w biurze konstrukcyjnym Suchoja.
Wszedł do służby pod koniec zimnej wojny, używany przez ZSRR i jego następców oraz odbiorców eksportowych w niektórych państwach Europy, Afryki i Bliskiego Wschodu. Produkcję kontynuowano do 2017 roku w Rosji, znajduje się w służbie do chwili obecnej (2025). Brał udział w licznych konfliktach lokalnych, w tym po obu stronach w wojnie rosyjsko-ukraińskiej.

## Historia powstania
Pod koniec lat 60 XX wieku w ZSRR dostrzeżono potrzebę posiadania samolotu bezpośredniego wsparcia pola walki. Przyczyną tego było sformułowanie w 1967 przez NATO doktryny „elastycznego reagowania”, zakładającej głównie prowadzenie działań konwencjonalnych bez użycia broni jądrowej. Radzieckie samoloty nie były w stanie skutecznie wspierać wojsk lądowych na polu walki, więc zaistniała potrzeba opracowania wyspecjalizowanego samolotu.
W biurze konstrukcyjnym Suchoja z własnej inicjatywy rozpoczęto w 1968 roku prace nad odpowiednią maszyną, początkowo oznaczoną jako SPB (ros. samolot pola boja). Efektem tego był projekt dwusilnikowego poddźwiękowego samolotu o skrzydłach o niewielkim skosie, z oznaczeniem fabrycznym T-8. Makietę samolotu zbudowano jeszcze przed uzyskaniem zamówienia ze strony wojska. Jednak wojsko nie było nim zainteresowane z uwagi na małą prędkość maksymalną. Suchoj trafnie argumentował, że samolot szturmowy nie musi osiągać dużej szybkości. Ostatecznie, także pod wpływem doświadczeń z działań lotnictwa amerykańskiego podczas wojny wietnamskiej, na początku lat 70. rozpisano w ZSRR konkurs na lekki samolot szturmowy (LSSz), w którym zwyciężył projekt Suchoja, po czym przystąpiono do budowy prototypu późniejszego Su-25.
Pierwszy prototyp oznaczony T8-1 oblatał 22 lutego 1975 roku pilot doświadczalny Władimir Iljuszyn. Pierwszą zmianą było zastąpienie słabych silników RD-9 mocniejszymi R-95Sz. Nowe silniki zamontowano na drugim prototypie nazwanym T8-2D. W wyniku prób wydłużono również skrzydła samolotu. 26 kwietnia 1978 roku rozpoczęto oficjalnie próby państwowe, które ukończono 30 grudnia 1980.
W grudniu 1979 Armia Radziecka wkroczyła do Afganistanu. W wyniku tego postanowiono przeprowadzić tam część prób Su-25 (operacja „Romb”). Samolot w działaniach w Afganistanie sprawdził się bardzo dobrze, w związku z czym wojsko zmieniło zdanie i wyraziło nim zainteresowanie. Do uzbrojenia Su-25 został jednak oficjalnie przyjęty dopiero w 1987 roku, już po kilku latach służby.

## Produkcja i rozwój

### Pierwsza generacja
Produkcję seryjną bazowej wersji Su-25 rozpoczęto w 1980 roku w zakładzie lotniczym w Tbilisi. Pierwsza jednostka otrzymała samoloty w kwietniu 1981 roku. W toku produkcji, na podstawie doświadczeń z wojny afgańskiej, sukcesywnie usuwano wszelkie pojawiające się niedoskonałości Su-25. W wyniku czego powstał samolot efektywny w walce, a jednocześnie odporny na zestrzelenie.
W ciągu ośmiu lat działań w Afganistanie na Su-25 wykonano około 60 tysięcy lotów, tracąc – według oficjalnych danych – dwunastu pilotów i dwadzieścia trzy maszyny (rzeczywiste straty poniesione w powietrzu i na ziemi wyniosły jednak co najmniej trzydzieści osiem samolotów). Jedna strata przypadała średnio na 80–90 uszkodzeń bojowych, podczas gdy Su-17 tracono w wyniku 15–20 uszkodzeń. Były przypadki, że samoloty wracały do bazy ze 150 przestrzelinami. Głównym zagrożeniem dla Su-25 w Afganistanie były przenośne przeciwlotnicze zestawy rakietowe, a w szczególności Stinger, dlatego też od 1987 roku zaczęto produkować samoloty z nowymi silnikami R-195, charakteryzującymi się trzykrotnie mniejszą emisją ciepła w porównaniu do R-95Sz.
Powstała też wersja Su-25BM, przeznaczona do holowania celów powietrznych, jednak w jednostkach używano jej tak jak zwykłe samoloty szturmowe.
Przez długi czas Su-25 nie miał swojej wersji szkolnej, a szkolenie pilotów realizowano na L-39 Albatros. Dopiero 6 sierpnia 1985 roku oblatano pierwszy prototyp dwumiejscowej wersji szkolno-bojowej Su-25UB oznaczony T-8UB-1. Produkcję rozpoczęto w 1987 roku w zakładzie w Ułan-Ude. Su-25UB ma takie same możliwości bojowe jak wersja jednomiejscowa. Na bazie Su-25UB opracowano pokładowy samolot szkolno-treningowy Su-25UTG, przystosowany do operowania z pokładu lotniskowców projektu 1143.5.
Su-25K i Su-25UBK to oznaczenia wersji eksportowych samolotu. Pierwszym zagranicznym odbiorcą Su-25 była w kwietniu 1984 roku Czechosłowacja. Sprzedano je także do Bułgarii, Afganistanu i Iraku. Niektóre irackie maszyny w trakcie „Pustynnej Burzy” uciekły do Iranu, gdzie już pozostały.

### Druga generacja – Su-25T

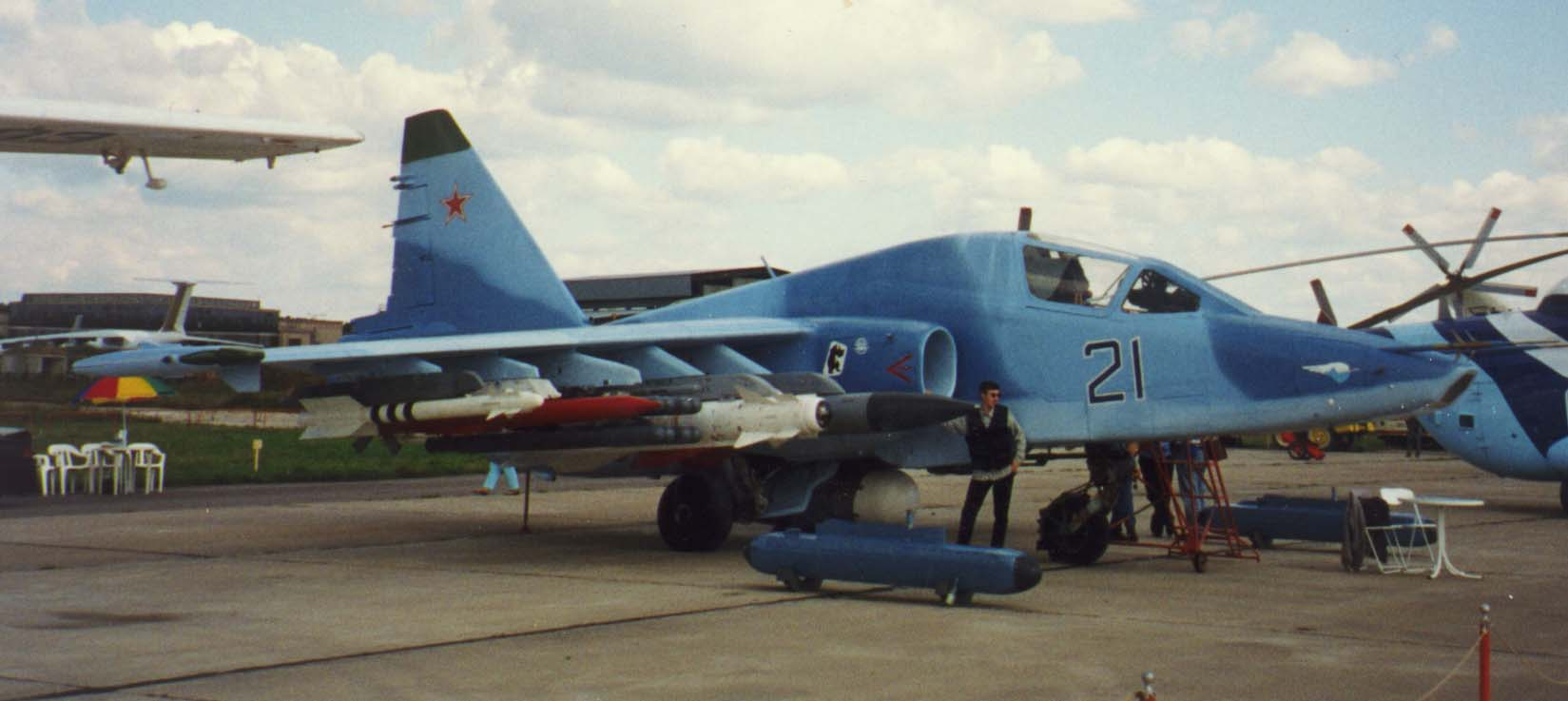
Su-25TM (Su-39)

Podstawową wadą Su-25 była niska skuteczność w zwalczaniu niewielkich i manewrowych celów, takich jak czołgi. W Afganistanie nie miało to dużego znaczenia, ale na europejskim teatrze działań wojennych czołgi i bojowe wozy piechoty były podstawowym celem dla samolotu szturmowego. Dlatego też już w 1976 roku Rada Ministrów ZSRR zdecydowała o podjęciu prac także nad wyspecjalizowaną wersją do niszczenia celów punktowych. W ten sposób utworzono wersję Su-25T (T – ros. tankobojnyj, przeciwpancerny) wyposażoną w system obserwacyjno-celowniczy Szkwał i rakiety przeciwpancerne Wichr.
Pierwszy prototyp nowej wersji oznaczony T-8M1 oblatano 17 sierpnia 1984 roku. Samolot Su-25T oparto na konstrukcji dwumiejscowego Su-25UB, gdyż początkowo przewidywano zastosowanie pocisków systemu Szturm, wymagających naprowadzania przez operatora siedzącego za pilotem. Ostatecznie nowsze pociski Wichr pozwoliły na zredukowanie załogi do jednej osoby, lecz miejsce po drugiej kabinie, w charakterystycznym „garbie” wykorzystano na zainstalowanie dodatkowego zbiornika paliwa, zwiększając zasięg. Działko kalibru 30 mm GSz-30-2 zamontowano w tej wersji na zewnątrz pod kadłubem (początkowo przewidywano ruchome działko 45 mm TKB-700 i dlatego podwozie przednie w tym wariancie umieszczono niesymetrycznie, przesunięte ku lewej burcie).
Dla Su-25T opracowano nowe silniki R-195 o ciągu 44,1 kN (4 500 kG), charakteryzujące się mniejszą emisją ciepła. Do działań w nocy na samolocie podwieszano pod kadłubem zasobnik z noktowizyjną głowicą optyczną Merkurij. Powstało ogółem siedem prototypów T-8M (Su-25T), w tym trzy pierwsze na bazie płatowców Su-25UB, a dalsze cztery w Tbilisi. Zrezygnowano natomiast z budowy wersji do działania we wszystkich warunkach pogodowych T-8W.
Próbną serię 8 sztuk Su-25T wyprodukowano w Tbilisi w latach 1990–1991, jednak z uwagi na rozpad ZSRR dalsze prace wstrzymano. Dopiero w drugiej połowie lat 90. ukończono 12 samolotów dla Rosji (przekazane po 1997 roku). Dalszych samolotów Su-25T Gruzja nie ukończyła, a trzy ukończono jako dwumiejscowe pod oznaczeniem Su-25U.
Mimo że efektywność użycia nowego samolotu znacznie się zwiększyła, postanowiono go dalej modernizować, tworząc wersję Su-25TM (oznaczenie biura konstrukcyjnego T-8TM). Miała być wyposażona w podwieszane pod skrzydłami zasobniki ze stacją radiolokacyjną Kinżał oraz termowizorem Chod.
Rozwój radaru Kinżał został zarzucony, również termowizor Chod okazał się zawodny, wobec czego zastosowano podwieszany pod kadłubem zasobnik z nowoczesnym radarem Kopjo-25, rezygnując z przenoszenia dwóch środków obserwacji technicznej naraz. Ulepszono też inne wyposażenie. Z uwagi na posiadanie radaru, w zestaw uzbrojenia włączono pociski powietrze-powietrze średniego zasięgu R-27R i R-77, próbując promować samolot na rynkach zagranicznych jako substytut myśliwca wielozadaniowego. W 1995 roku oznaczenie samolotu zmieniono na Su-39. Prototyp T-8TM1 został przebudowany z T-8M1 i oblatany 4 lutego 1991 roku, następnie przebudowano jeszcze jeden prototyp. Dwa dalsze prototypy zbudowano i oblatano w Ułan-Ude w 1995 i 1997 roku. W 1997 roku rozpoczęto w Ułan-Ude budowę serii pięciu samolotów, lecz Rosja następnie ją anulowała z przyczyn finansowych.

### Modernizacje wersji bazowych

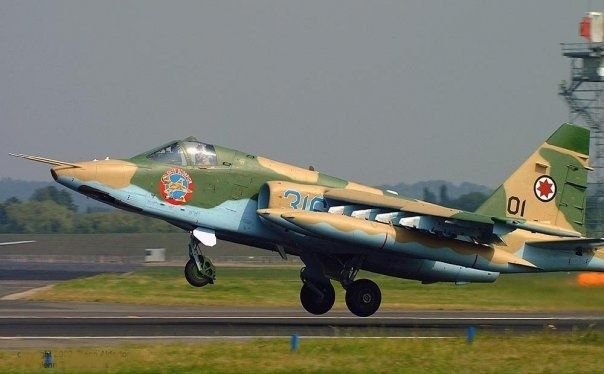
Gruziński prototyp Su-25KM1 Scorpion

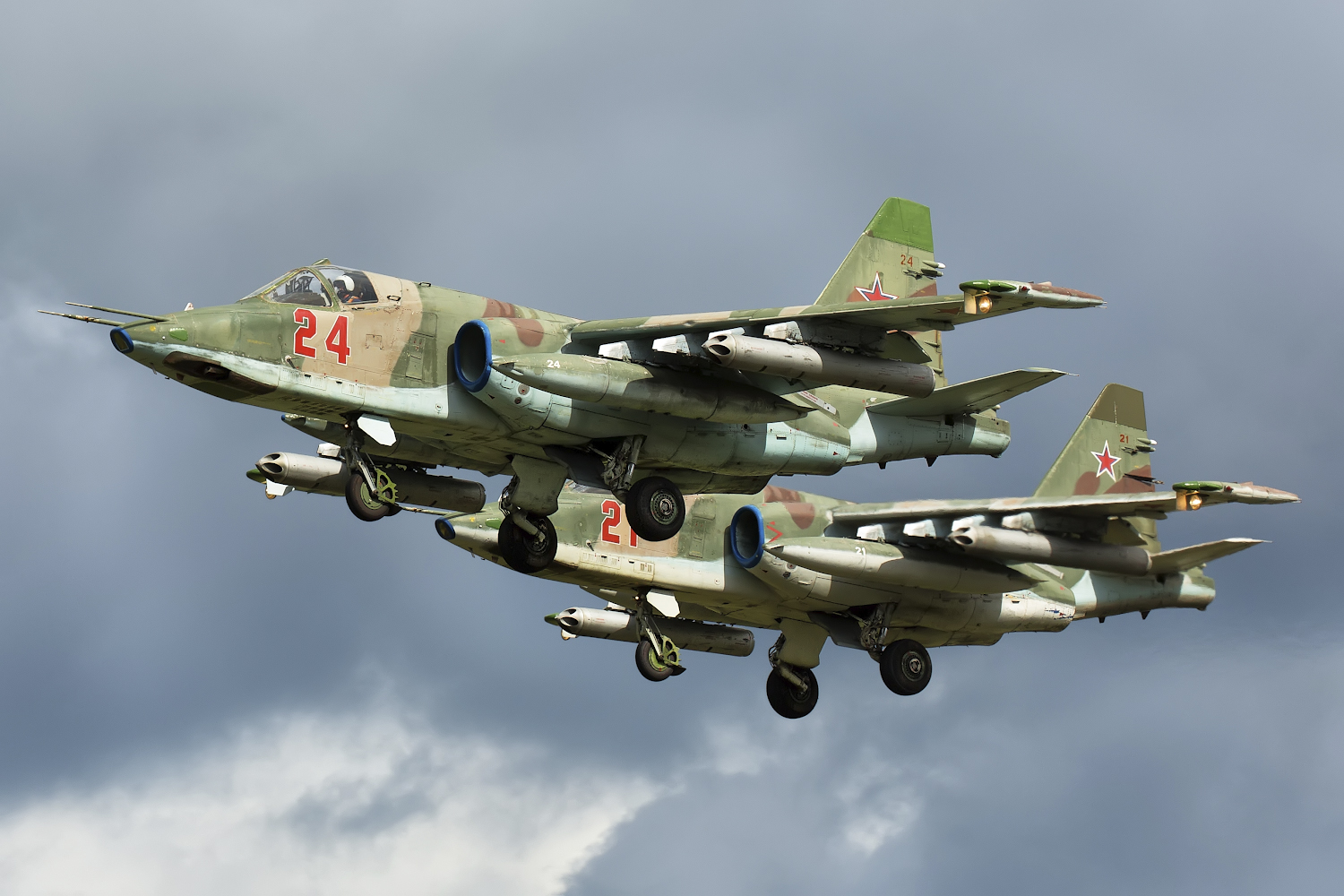
Rosyjskie Su-25SM

Po uzyskaniu niepodległości przez Gruzję dawne Zakłady Lotnicze nr 31 zostały przemianowane na TAM (Tbilisi Aircraft Manufacturing). Nie udało się uruchomić produkcji nowych samolotów, lecz we współpracy z izraelskim Elbitem opracowano modernizację starszych maszyn. 14 kwietnia 2001 roku oblatano zmodernizowany wariant Su-25KM1 Scorpion. Różni się on przede wszystkim innym kokpitem, nowym systemem nawigacji, skomputeryzowanym systemem uzbrojenia oraz możliwością operacji także w nocy. Przeszedł on chrzest bojowy w czasie wojny w Osetii Południowej w barwach Gruzji. Modernizacji nie wdrożono na szerszą skalę; według niepotwierdzonych informacji powstało osiem samolotów dla Gruzji. W 2017 roku podjęto decyzję o wycofaniu zarówno tej, jak i innych wersji Su-25 ze służby w wojsku gruzińskim.
Od 2002 roku Rosja prowadziła próby samolotów zmodernizowanych do wersji Su-25SM, w których zastosowano nowe wyposażenie elektroniczne, pozwalające na zwiększenie celności bombardowania i dokładności nawigacji, obejmujące między innymi system nawigacyjno-celowniczy PrNK-25SM Bars, wyświetlacz przezierny HUD zamiast celownika przeziernego i wielofunkcyjny kolorowy wyświetlacz na tablicy przyrządów. Aparaturę ostrzegawczą Bierioza zamieniono na Pastel z Su-25T. Ciąg zmodernizowanych silników R-95SM pozostał taki sam, nowsze urządzenia pozwoliły jednak zaoszczędzić ok. 300 kg masy. Udźwig uzbrojenia zwiększono do 5000 kg i wprowadzono bomby kierowane telewizyjnie KAB-500T i pociski R-73 do samoobrony. Pierwsze samoloty zmodernizowane do wersji SM lotnictwo rosyjskie otrzymało w grudniu 2006 roku. Do 2010 roku przekazano ich 43. Opracowano też mniej zaawansowaną modernizację wersji dwumiejscowej Su-25UBM, której prototyp oblatano w 2008 roku.
7 lutego 2017 roku, rosyjski minister przemysłu i handlu Denis Manturow poinformował o zakończeniu produkcji seryjnej samolotu prowadzonej w NAPO. Według słów ministra, w przyszłości Su-25 ma zostać zastąpiony przez szturmową wersję maszyny Jak-130.
W 2004 Ukraina opracowała modernizację samolotów do wariantu Su-25M1, zapewniającą większą dokładność użycia uzbrojenia, zwłaszcza przy złej widzialności lub w nocy. W 2010 roku wariant ten został zaakceptowany przez wojsko, a do 2013 zmodernizowano 9 samolotów. W 2015 roku, na skutek doświadczeń z działań wojennych w Donbasie, przyjęto dalszą modernizację Su-25M1K, cechującą się m.in. nowszymi wyrzutniami celów pozornych (flar i dipoli). Dwumiejscowym zmodernizowanym wariantem jest Su-25UBM1K.

### Kwestia licencji dla Polski
Jeszcze przed wdrożeniem samolotu do produkcji w ZSRR, w 1978 roku, z uwagi na obciążenie radzieckich zakładów lotniczych, strona radziecka zaproponowała przekazanie licencji Polsce na produkcję Su-25 w WSK PZL Mielec. Planowano rozpoczęcie jej w 1985 roku. Polskie władze jednak nie wyraziły zainteresowania podjęciem produkcji poddźwiękowego samolotu, tym bardziej że w tym czasie prowadzono program własnego samolotu szkolno-bojowego PZL I-22 Iryda. Według Mariana Zacharskiego, przy ewentualnej produkcji zamierzano wykorzystać dokumenty amerykańskich rozwiązań technicznych, pozyskane przez niego w ramach szpiegostwa w Stanach Zjednoczonych.
Ponownie po odzyskaniu suwerenności przez Polskę, w 1997 roku Rosja zaproponowała Polsce zakup i ewentualny montaż w Mielcu samolotów wersji Su-39, w charakterze samolotów wielozadaniowych dostosowanych do standardów NATO. Propozycja ta również nie została przyjęta.

## Konstrukcja
Su-25 to jednomiejscowy dwusilnikowy górnopłat przeznaczony do bezpośredniego wsparcia pola walki.
Zespół napędowy tworzą dwa jednoprzepływowe, dwuwałowe silniki turboodrzutowe bez dopalania R-95Sz (wersja silnika R-13-300) o ciągu 40,2 kN (4100 kG) każdy. Silniki znajdują się w gondolach przylegających do boków kadłuba. W wersji Su-25T zastosowano silniki R-195.
Kadłub ma konstrukcję półskorupową, technologicznie podzieloną na trzy części. W części przedniej znajduje się opancerzona kabina pilota (z fotelem wyrzucanym K-36L), a pod nią przedział działka. Za kabiną znajduje się wyposażenie radioelektroniczne. W części środkowej kadłuba umieszczono zbiorniki paliwa, komory podwozia głównego i – po bokach – gondole silników. Do końcowej części kadłuba przymocowane jest klasyczne usterzenie: statecznik pionowy ze sterem kierunku oraz stateczniki poziome ze sterami wysokości.
| Legenda |
| --- |

| - 1: Działko GSz-30-2 - 2: Hamulce aerodynamiczne - 3: Środki walki radioelektronicznej - 4: Dalmierz laserowy/podświetlacz celów Klon-PS - 5: Awionika - 6: Identyfikacja swój-obcy - 7: Rurka Pitota - 8: Spadochron hamujący - 9: Zbiorniki paliwa - 10: Podwozie główne - 11: Fotel wyrzucany K-36L - 12: szyba pancerna - 13: Peryskop - 14: Silnik turboodrzutowy - 15: Wlot powietrza - 16: Systemy radionawigacyjne - 17: Rurka Pitota PA-7 - 18: Przednia goleń podwozia - 19: Owiewka - 20: Celownik TSA-17 - 21: Drabinka - 22: Żebro skrzydła - 23: Klapy - 24: Sloty - 25: Ster kierunku - 26: Lotki - 27: Pułapki termiczne ASO-2V - 28: SPO-15 – system ostrzegania przed opromieniowaniem radarowym - 29: Ster wysokości - 30: Węzły uzbrojenia - 31: Rozrusznik silnika AAP-60 |

Skrzydła mają kształt prosty – o ujemnym wzniosie, znacznym wydłużeniu i niewielkim skosie (19°54′) krawędzi natarcia. Każde wyposażone jest w dwusekcyjne dwuszczelinowe klapy tylne oraz pięciosekcyjne klapy przednie, a także klasyczne lotki. Na końcach skrzydeł zamontowane są krokodylowe hamulce aerodynamiczne.
Podwozie trójpodporowe, chowane w locie. Koła pojedyncze, niskociśnieniowe umożliwiające operowanie z lotnisk gruntowych. We wczesnych seriach Su-25 oraz w SU-25T podwozie przednie jest umieszczone niesymetrycznie, przesunięte o 222 mm ku lewej burcie.
Wyposażenie składa się z systemu nawigacyjnego KN-23 (system bliskiej nawigacji i lądowania przyrządowego RSBN-6S, radiowysokościomierz A-031, dopplerowski miernik prędkości DISS-7, radiokompas ARK-15M), stacji ostrzegawczej SPO-15Ł Bierioza, radiostacji R-862. W skład systemu samoobrony wchodzi 8 wyrzutni (pierwsze serie 4 wyrzutnie) ASO-2 po 32 naboje kal. 26 mm każda oraz wbudowanej stacji zakłóceń aktywnych SPS-141MWG. System sterowania uzbrojeniem tworzą celownik strzelecko-bombardierski ASP-17BC-8 oraz dalmierz laserowy/podświetlacz celów Klon-PS. Wersja Su-25T i pochodne mają w nosie kadłuba skośne okienko aparatury celowniczej I-251 Szkwał z dalmierzem laserowym Priczał i podświetlaczem.
Samoloty przenoszą także wyposażenie w podwieszanych kontenerach. W 1990 roku ukończono próby nocnego zasobnika Merkurij z głowicą optyczną z kamerą telewizyjną ze wzmacniaczem światła szczątkowego podwieszanego pod kadłubem. Zapewnia on w praktyce rozpoznanie celu wielkości czołgu w nocy z 3 km.

## Uzbrojenie

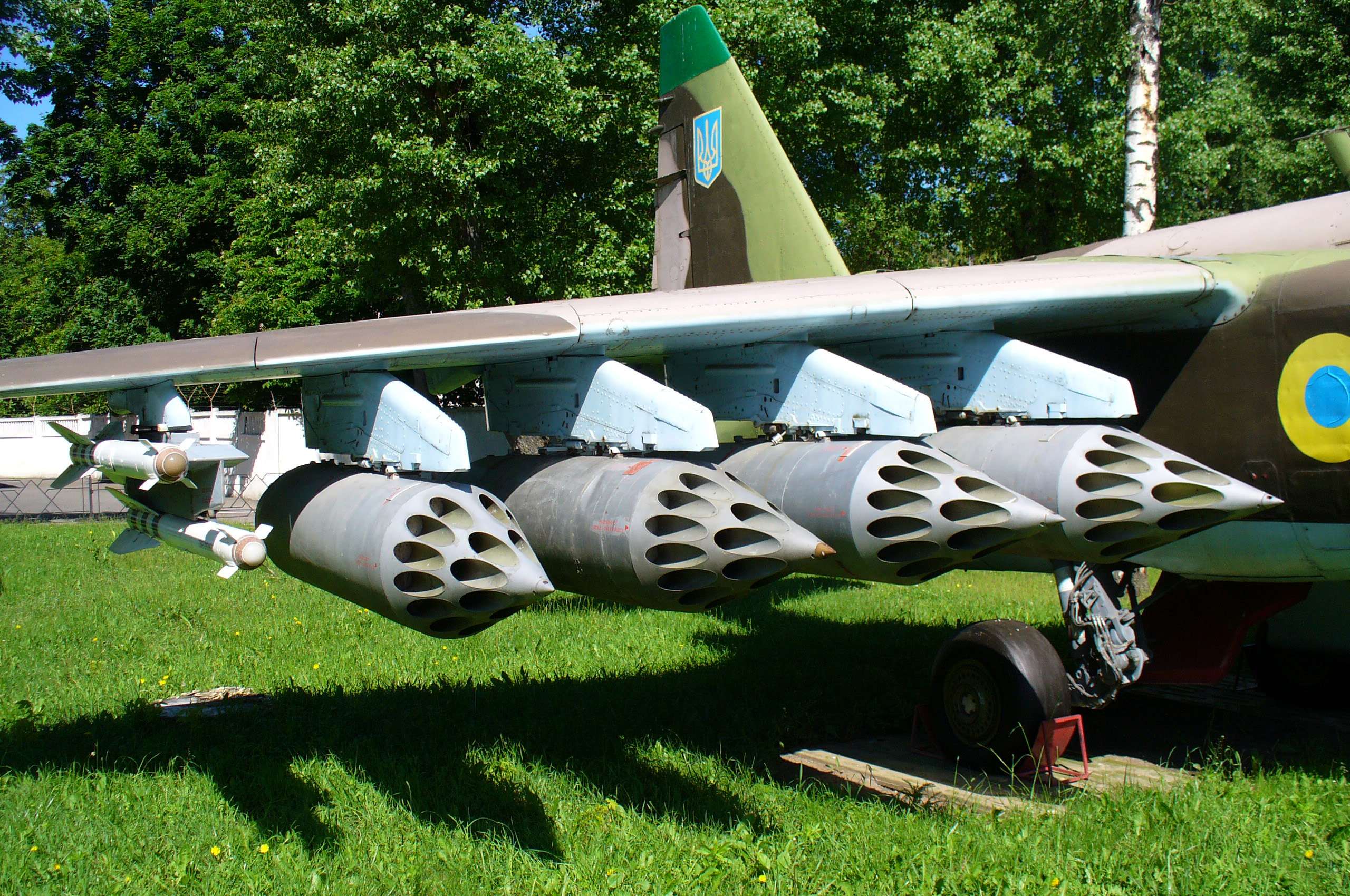
Wyrzutnie B-8 niekierowanych pocisków rakietowych S-8 kalibru 80 mm oraz pociski R-60 pod skrzydłem ukraińskiego Su-25

- Dwulufowe działko GSz-30-2 kal. 30 mm o szybkostrzelności 3000 pocisków na minutę z zapasem 250 nabojów.
- Podwieszane na 10 węzłach uzbrojenia pod skrzydłami uzbrojenie o łącznej masie 4340 kg, w skład którego wchodzą bomby o masie do 500 kg (maks. 8 szt), niekierowane pociski rakietowe kalibru od 57 do 370 mm, kierowane pociski rakietowe naprowadzane laserowo Ch-25MŁ i Ch-29Ł, zasobniki strzeleckie SPPU-22-01 i UPK-23-250, zasobniki bombowe KMGU-2. Do samoobrony służą dwa pociski powietrze-powietrze bliskiego zasięgu R-60M.

Su-25T może przenosić 16 pocisków przeciwpancernych Wichr w dwóch pakietach po osiem, a do samoobrony pociski R-73 o większych możliwościach od R-60. Może również przenosić pociski przeciwradiolokacyjne Ch-58U.
W 2024 roku w Ukrainie zintegrowano Su-25 z francuskimi kierowanymi bombami AASM Hammer.

## Użytkownicy
- Angola, Angolskie Siły Powietrzne – dzięki podpisaniu w 1988 roku porozumienia ze Związkiem Radzieckim, Angola weszła w posiadanie tuzina jednomiejscowych Su-25K i dwóch szkolno-bojowych Su-25UBK. Maszyny znalazły się na wyposażeniu 16. Eskadry Myśliwsko-Bombowej (Esquadrão de Caças-Bombardeiros) na co dzień stacjonującej w bazie w Namibe. W lutym i czerwcu 1990 roku w wyniku wypadków utracono trzy Su-25K. W czerwcu 1994 roku stracono kolejnego jednomiejscowego Suchoja. Nie jest jasne jednak czy maszyna została utracona w wyniku zestrzelenia przez partyzantów z Narodowego Związku na rzecz Całkowitego Wyzwolenia Angoli czy w wyniku błędu pilota. Celem uzupełnienia strat, w latach 90. zakupiono trzy Su-25UBK. Pod koniec 2022 roku, siły powietrzne były w posiadaniu siedmiu Su-25K i pięciu Su-25UBK[20].
- Armenia, Ormiańskie Siły Powietrzne – pierwsze Suchoje dotarły do Armenii w latach 1992–1993. Maszyny, sześć Su-25K (lub w zależności od źródeł tylko dwa) i dwa Su-25UBK, zostały przekazane przez Rosję, w ramach pomocy wojskowej jakiej ten kraj udzielił Armenii. Rozbieżność co do liczby przekazanych maszyn może wynikać ze skrytości działań podjętych przez Rosjan, którzy nie upubliczniali swoich zamierzeń. Samoloty znalazły się na stanie 1. Eskadry Lotnictwa Szturmowego, na co dzień stacjonującego w Giumri. W czerwcu 1993 roku w wyniku katastrofy utracono jedną z maszyn Su-25K. Z kolei w listopadzie tego samego roku, do kraju trafił nowy Su-25, porwany z Gruzji przez rosyjskiego najemnika służącego w gruzińskich wojskach lotniczych. Maszyna była nowa, wyprodukowana w zakładach w Tbilisi. Już w 1992 roku armeńskie Su-25 wzięły udział w akcji w trakcie walk prowadzonych w Górskim Karabachu. W styczniu 1994 roku jedną z maszyn utracono, prawdopodobnie w wyniku zestrzelenia przez własne oddziały. W 2004 roku zakupiono na Słowacji, wycofanych z użycia osiem Su-25K i pojedynczy Su-25UBK. W 2007 roku dokonano kolejnego zakupu, pozyskując z Gruzji kolejnych pięć Su-25K. Samolot trafiły do Gruzji z Czech, które wycofały je z eksploatacji. Maszyny znalazły się na stanie 121. Eskadry Lotnictwa Szturmowego. W trakcie kolejnej eskalacji konfliktu z Azerbejdżanem o kontrolę nad Górskim Karabachem w 2020 roku, Ormianie utracili co najmniej dwa Su-25. Pod koniec 2022 roku, siły powietrzne były w posiadaniu jedenastu maszyn w wersji Su-25K i jednego Su-25UB[20].
- Azerbejdżan, Azerbejdżańskie Siły Powietrzne – pierwszą maszyną Su-25, która znalazła się w azerskich rękach był Suchoj, porwany z bazy Sitał-Czaj w kwietniu 1992 roku. Jeszcze w tym samym roku Azerowie wykorzystali maszynę do ataków na ormiańskie pozycje podczas walk o Górski Karabach aby w czerwcu 1992 roku utracić ją w wyniku zestrzelenia. Również w 1992 roku, Azerbejdżan legalną drogą nabył co najmniej 5 samolotów na Ukrainie. Liczba nie jest pewna, rok później, ukraiński źródła rządowe, wykazywały sprzedać do Azerbejdżanu 10 egzemplarzy Su-25. Pomiędzy kwietniem 1992 roku a październikiem 1994, w trakcie walk w Górskim Karabachu, utracono od pięciu do sześciu Su-25. W kolejnych latach, od 2002 do 2005 roku kraj zakupił w Gruzji tuzin używanych szturmowców i pojedynczy, ale nowy Su-25U. Kolejna umowa z Gruzją, podpisana w listopadzie 2008 roku, przewidywała zakup piętnastu nowych Su-25, wyposażonych w zmodernizowane jednostki napędowe R-195. Obok samych maszyn, umowa przewidywała również dostawę niezbędnego do eksploatacji wyposażenia. Za budowę nowych samolotów odpowiadał gruziński zakład Tbilisi Aircraft Manufacturing (TAM). Realizacja umowy napotkała przeszkody, Rosja, będąca dostarczycielem silników, odmówiła ich dostawy do Gruzji. Aby zaradzić problemowi, Azerowie zakupili jednostki bezpośrednio u producenta jednostek, zakładach UMPO w Ufie. Umowa została zrealizowana w latach 2010–2011, Gruzja dostarczyła rozmontowane w częściach płatowce a zakłady z Ufy silniki. Końcowy montaż samolotów odbywał się w azerskim Sumgaicie. Do samolotów z Gruzji, dołączyły zakupione na Białorusi, używane dziesięć jednomiejscowych Su-25 i trzy maszyny dwumiejscowe. Ich dostawa została zrealizowana w latach 2009–2013. W 2020 roku, podczas kolejnego starcia w Górskim Karabachu, utracono jednego Su-25. Pod koniec 2022 roku siły powietrzne posiadały siedem jednomiejscowych Su-25 i cztery Su-25U/UB[20].
- Białoruś, Siły Powietrzne Republiki Białorusi – po rozpadzie Związku Radzieckiego i odzyskaniu niepodległości, na terenie Białorusi, na początku 1992 roku znalazło się około 90 jedno i dwumiejscowych wersji Su-25, podporządkowanych trzem samodzielnym pułkom lotnictwa szturmowego (Otdielnyj Szturmowoj Awiacjonnyj Polk – OSzAP), będących pozostałością po radzieckim lotnictwie: 206. OSzAP, 378. OSzAP i 397. OSzAP. Początek lat 90. to na terenie byłych republik dawnego ZSRR początek głębokiego kryzysu gospodarczego. W jego konsekwencji, większość samolotów przesunięto do składnic sprzętowych a 378. i 397. Pułk rozwiązano. 206. Pułk zreorganizowano i na jego bazie utworzono 206. Bazę Lotnictwa Szturmowego w Lidzie, gdzie zgrupowano pozostające w służbie Su-25. Z kolei składowane maszyny zostały wystawione na sprzedaż. Przed wysłaniem ich do odbiorcy, samoloty remontowano w 558. Lotniczym Zakładzie Remontowym w Baranowiczach. W 2001 roku zakład zaprezentował pakiet modernizacyjny samolotów, oznaczony jako Su-25BM i Su-25UBM. Pakiet zawierał system prezentacji danych załodze SOI-25, składający się z trzech wielofunkcyjnych wyświetlaczy MFI-10 i IRP-5, wyświetlacz przezierny IŁS-31M. Nowy system łączności SR-25 z radiostacją R-862 Żurawl lub Prima-DMW. Nowy rejestrator lotu Tester-U3-2 oraz system nawigacyjny SN-25. W 2005 roku w służbie znajdowało się 70 jednomiejscowych samolotów Su-25 i sześć SU-25UB.[20]
- Czad, Czadyjskie Siły Powietrzne – kraj zakupił na Ukrainie osiem jednomiejscowych Su-25 i dwa, dwumiejscowe Su-25UB. Przed rozpoczęciem dostaw, samoloty przeszły remont w Lotniczych Zakładach Remontowych MiGremont w Zaporożu na Ukrainie. Maszyny zostały dostarczone w kilku transzach. Pierwsze dwie jednomiejscowe samoloty przybyły do Czadu latem 2008 roku. W październiku tego samego roku rozpoczęły służbę operacyjną. W grudniu 2010 roku przybyły dwa Su-25UB. Pozostałe sześć jednomiejscowych Suchojów dostarczono w latach 2012–2013. Samoloty zostały użyte w działaniach przeciwko bojownikom z organizacji Boko Haram. W toku użytkowania, kilka maszyny przestało pełnić służbę operacyjną. Prawdopodobnie jedynie sześć samolotów Su-25 pozostaje operacyjnych[20].
- Czechosłowacja, Czechosłowacki Siły Powietrzne – pomiędzy 1984 a 1987 rokiem, czechosłowackie lotnictwo pozyskało 36 jednomiejscowych Su-25K i cztery dwumiejscowe Su-25UBK. Kraj był pierwszym członkiem Układu Warszawskiego (poza Związkiem Radzieckim), który przyjął na swoje uzbrojenie ten tym samolotów. Maszyny weszły na uzbrojenie trzech eskadr 30. Pułku Lotnictwa Szturmowego stacjonującego na co dzień w Pardubicach[20].
- Czechy, Czeskie Siły Powietrzne – po rozpadzie Czechosłowacji, Republika Czeska otrzymała 24 samoloty w wersji Su-25K i pojedynczy Su-25UB. W kwietniu 1994 roku utracono jedną maszynę Su-25K. Samoloty znajdowały się na stanie dwóch eskadr 32. Bazy Lotnictwa Taktycznego. Maszyny utrzymywano w linii do 2000 roku. Po wycofaniu część egzemplarzy sprzedano między innymi do Stanów Zjednoczonych i Gruzji[20].
- Gambia, Gambijskie Siły Powietrzne – Gambia posiadała pojedynczy, jednomiejscowy Su-25, który pozyskała z Gruzji. Nieznana jest data dostawy, ale maszynę po raz pierwszy zaobserwowano na lotnisku w stolicy kraju, Bandżul w 2003 roku. W 2010 roku samolot został wycofany ze służby czynnej a jego dalszy los pozostaje nieznany[20].
- Gwinea Równikowa – gwinejskie siły powietrzne w 2007 roku weszły w posiadanie czterech samolotów pozyskanych z Ukrainy. Dwóch jednomiejscowych Su-25 i dwóch dwumiejscowych Su-25UB. Wszystkie maszyny przed przekazaniem do Afryki przeszły remont w Zaporożu. Maszyny na co dzień stacjonują w stolicy kraju Malabo. Suchoje są jedynymi bojowymi samolotami, jakie znajdują się w posiadaniu Gwinei Równikowej. Pod koniec 2022 roku wszystkie maszyny były nadal operacyjne[20].
- Mali, Malijskie Siły Powietrzne – w 2011 roku Mali zamówiło na Ukrainie dwa jednomiejscowe Su-25, nie będąc jednak w stanie sfinansować zamówienia, zostało ono anulowane a samoloty przejął Niger. Mali pomimo wszystko zainteresowane pozyskaniem samolotów, tym razem z Rosji, podpisała stosowne porozumienie i w sierpniu 2022 roku, pojedynczy, jednomiejscowy Su-25 trafił do kraju z Rosji. Już w październiku tego samego roku, maszyna uległa zniszczeniu w katastrofie[20].
- Niger, Nigerskie Siły Powietrzne – w marcu 2013 roku Niger otrzymał dwa jednomiejscowe Su-25, pozyskane z Ukrainy. Samoloty pierwotnie miały trafić do Mali jednak z powodu braku środków finansowych, umowa z Mali została anulowana. Przed dostawą do Nigru, maszyny i jednostki napędowe przeszły remont na Ukrainie. Obok samych płatowców, dostarczono również uzbrojenie, części zamienne i wyposażenie naziemne do obsługi samolotów[20].
- Słowacja, Słowackie Siły Powietrzne – po podziale Czechosłowacji, nowopowstała Słowacja otrzymała jedenaście Su-25K i pojedynczy Su-25UBK. Samoloty na co dzień stacjonowały w 2. Bazie Lotniczej w Pieszczanach, przeformowanej w 33. Bazę Lotniczą na lotnisku Malacky-Kuchyňa. Pojedynczy Su-25 uległ uszkodzeniu w maju 1993 roku i spisano go ze stanu. Maszyny eksploatowano do 2004 roku, kiedy wycofano je ze służby. Osiem Su-25K i jeden Su-25UBK sprzedano do Armenii, resztę przekazano do muzeów[20].
- Sudan, Sudańskie Siły Powietrzne – Sudan pozyskał tuzin jednomiejscowych Su-25 i trzy dwumiejscowe Su-25UB z Białorusi. Dostawy zrealizowano w latach 2006–2010. Sudańskie Suchoje użyte zostały w trakcie walk w Darfurze. Według doniesień, samoloty wykorzystywano do ataków na cele wojskowe, jak również cywilne. Jedna z maszyn została podczas swojej służby uszkodzona. W 2022 roku Sudan posiadał jedenaście jednomiejscowych Su-25 i trzy szkolno-bojowe Su-25UB. Wszystkie maszyny zgrupowano w 24. Eskadrze Myśliwsko-Bombowej[20].

## Zastosowanie bojowe

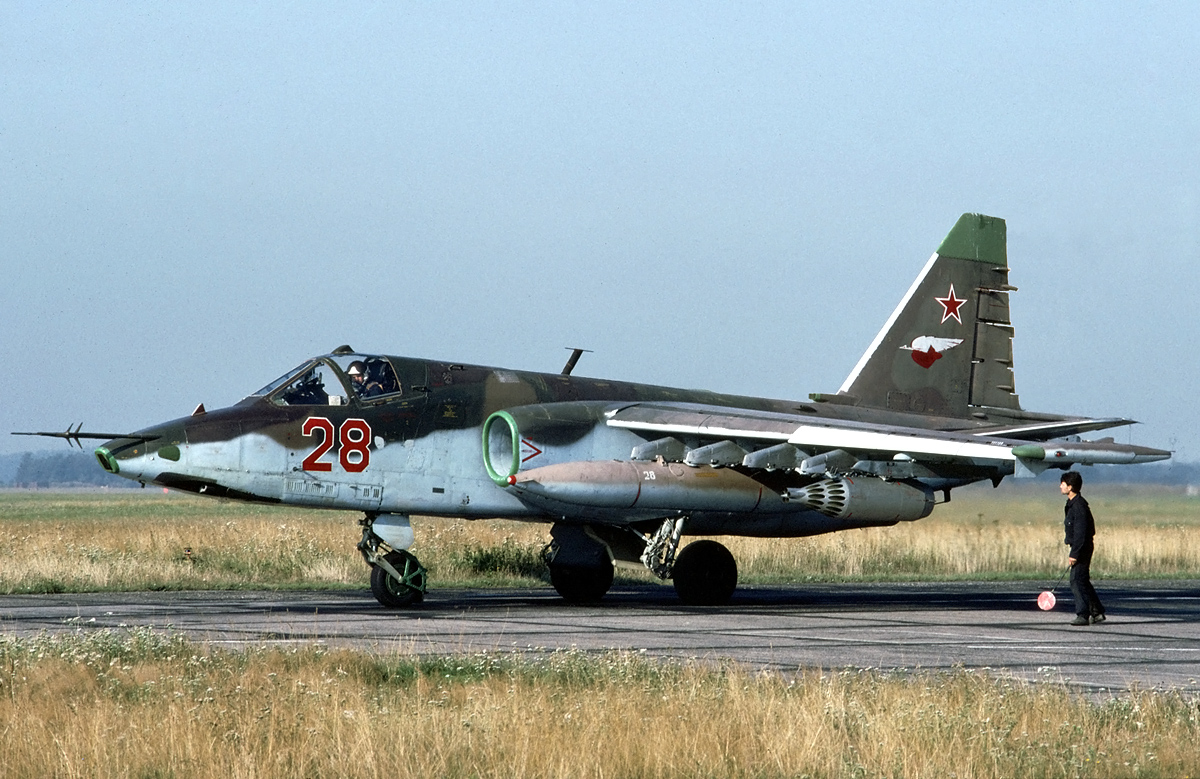
Radziecki Su-25 w 1991 roku

Su-25 zaczęły wchodzić na wyposażenie lotnictwa ZSRR w 1981 roku, jeszcze przed oficjalnym przyjęciem na uzbrojenie w 1987 roku. Samolot był masowo używany przez wojska radzieckie stacjonujące w Afganistanie podczas wojny 1979–1989, gdzie wykazał się ogromną skutecznością. Su-25 wykonały 60 000 lotów bojowych. Zniszczeniu uległo (według różnych danych) od dwudziestu trzech do trzydziestu ośmiu maszyn.
Do walki z Państwem Islamskim wykorzystują te samoloty również irackie wojska lotnicze, które otrzymały dostawy od Rosji i Iranu.

### Pierwsza wojna w Zatoce Perskiej

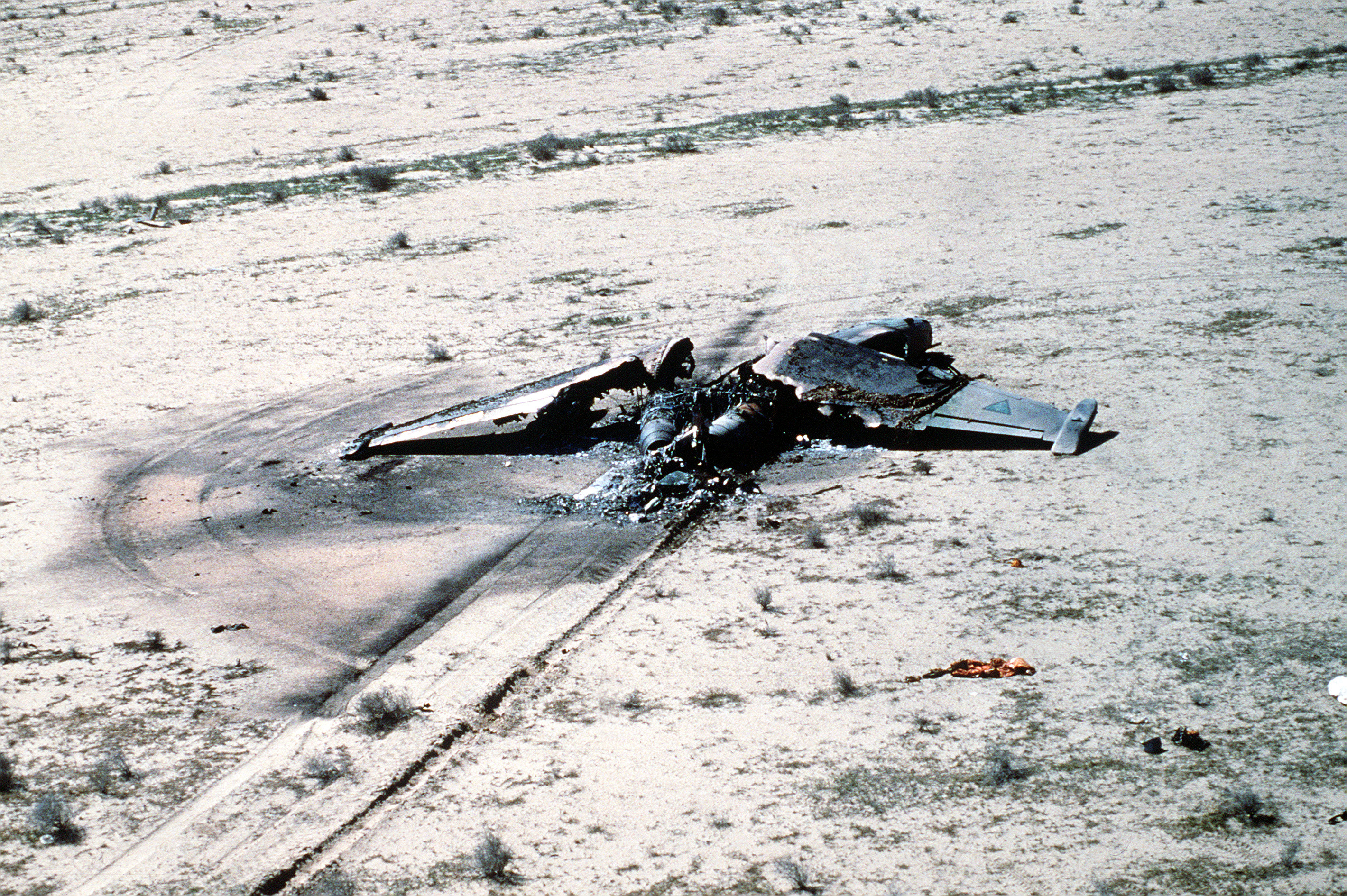
Iracki Su-25 zniszczony podczas operacji „Pustynna Burza”

17 stycznia 1991 roku rozpoczęła się operacja „Pustynna Burza”. Jej celem miało być w ostateczności wyzwolenie zajętego przez irackie wojska Kuwejtu. Irak dysponował samolotami Su-25, lecz podobnie jak pozostałe irackie maszyny bojowe, wobec ogromnej przewagi lotnictwa państw koalicji w powietrzu, nie odegrały one żadnej roli. Zdecydowaną większość zniszczono na irackich lotniskach. Części irackich Su-25 udało się uciec do Iranu.
6 lutego 1991 roku dwa irackie MiG-i-21 i dwa Su-25 lecące w stronę irańskiej granicy zostały przechwycone przez dwa amerykańskie F-15C z 53rd Tactical Fighter Squadron. Za sterami F-15C zasiadali Thomas N. Dietz i jego skrzydłowy Robert Hehemann. Obydwaj piloci zestrzelili wszystkie cztery irackie samoloty. Po wojnie na terenie Iranu znalazło się siedem irackich Su-25. Żaden z nich nie został zwrócony. Dopiero w 2016 roku do Iraku trafiło siedem Su-25 z Iranu, oficjalnym powodem przejęcia maszyn był ich zwrot po internowaniu w 1991 roku.

### I wojna czeczeńska
Su-25 wzięły aktywny udział w I wojnie czeczeńskiej, wykonując zadania na rzecz Sił Zbrojnych Rosyjskiej Federacji. Su-25 obok reszty używanych przez Rosję samolotów szturmowych i bombardujących, stanowiły główną siłę uderzeniową rosyjskich sił powietrznych, które wobec braku lotnictwa myśliwskiego po stronie Czeczeni, nie musiała walczyć o panowanie w powietrzu. Najbardziej eksploatowaną jednostką sił powietrznych wyposażoną w Su-25 był 368 Samodzielny Pułk Lotnictwa Szturmowego z Budionnowska. Przed rozpoczęciem pełnoskalowego konfliktu Rosjanie zgrupowali wszystkie Su-25 na lotniskach Północno-kaukaskiego Okręgu Wojskowego. Do 29 listopada 1994 roku dysponując siłą liczącą od 140 do 150 maszyn typu Su-25 i Su-24. Maszyny zostały zaangażowane w walkę jeszcze przed wkroczeniem wojsk rosyjskich do Czeczeni 11 grudnia 1994 roku. Głównym zadaniem Su-25 w pierwszych chwilach konfliktu było wyeliminowanie czeczeńskich samolotów bojowych. W połowie 1994 roku Czeczenia dysponowała 266 statkami powietrznymi, z czego około połowa była zdatna do lotu. Było to 80 maszyn Aero L-29 Delfín, 39 Aero L-39 Albatros, 3 MiG-17, 2 MiG-15UTI, 6 An-2 i 3 Mi-8. Już 1 grudnia 1994 roku rosyjskie Su-25 zaatakowały niekierowanymi rakietami lotniska w Chankała i Kalinowskaja. Na ziemi zniszczono wiele samolotów L-39, L-29 oraz MiG-15 i MiG-17. Jeszcze tego samego dnia rosyjskie szturmowce zaatakowały lotnisko w Groznym niszcząc w stolicy republiki dziesięć samolotów An-2, sześć pasażerskich Tu-134 i jeden Tu-154 oraz trzy śmigłowce Mi-8. W obydwu akcjach Su-25 nie poniosły żadnych strat. Wraz z wyeliminowaniem czeczeńskiego lotnictwa, Su-25 przeszły do działań wspierających rosyjskie siły naziemne, które 11 grudnia 1994 roku weszły do Czeczeni. Maszyny atakowały wybrane wcześniej obiekty o znaczeniu strategicznym, mosty na rzece Argun, pałac prezydencki w Groznym oraz stację telewizyjną. Wykonywały również zadania izolacji pola walki. Zadania te polegały na atakowaniu linii komunikacyjnych prowadzących do izolowanego obszaru, w celu niedopuszczenia posiłków i zaopatrzenia. Przykładem takiej akcji był atak na drogę Staraja Sunża – Bierkat-Jurt, którą do Groznego przenikali czeczeńscy bojownicy. 22 grudnia 1994 roku cztery Su-25 zaatakowały bombami FAB-500 przemieszczające się drogą czeczeńskie oddziały. Bardzo dużym problemem utrudniającym wykonywanie zadań a często wręcz uniemożliwiającym były warunki pogodowe panujące zimą w Czeczenii. 31 grudnia 1994 roku Rosjanie rozpoczęli szturm Groznego. Według danych rosyjskich, żaden z ich samolotów nie pojawił się nad stolicą republiki pomiędzy 24 grudnia a 3 stycznia 1995 roku. Brak jest informacji, aby operujące na ziemi wojska dysponowały wsparciem powietrznym, czy to ze strony armijnych śmigłowców czy Su-25 sił powietrznych.
Dopiero 3 stycznia 1995 roku, Su-25 wraz z Su-24 rozpoczęły akcje wspierające na żądanie kontrolerów lotniczych operujących na ziemi. Misje były trudne z uwagi na zalegające nad miastem mgły, Su-25 wykonywały ataki z pułapu rzędu 600 – 700 metrów. Konsekwencją takich warunków były błędu skutkujące bombardowaniami ludności cywilnej i niejednokrotnie własnych oddziałów. Zawodziła łączność pomiędzy wojskami federalnymi a wzywanymi do pomocy samolotami, która stanowiła piętę achillesową współpracy pomiędzy jednostkami na ziemi a lotnictwem podczas trwania całego konfliktu. Głównym uzbrojeniem wykorzystywanym w tych dniach przez Su-25 było uzbrojenie nieprecyzyjne, bomby swobodnie spadające i niekierowane pociski rakietowe. Dopiero w styczniu 1995 roku zaczęto szerzej stosować uzbrojenie precyzyjne. 17 i 18 stycznia 1995 roku Su-25 zbombardowały bombami BetAB-500 żelbetowy pałac prezydencki Dżochara Dudajewa. Bomby, po przebiciu się przez cały gmach eksplodowały dopiero w jego fundamentach. Kolejne zniszczyły podziemne przejście prowadzące do pałacu i punkt dowodzenia znajdujący się w pałacu. Pierwotnym celem akcji z 17 stycznia 1995 roku miała być droga Staraja Sunża – Bierkat-Jurt jednak już w trakcie lotu zmieniono cel i samoloty udały się nad pałac prezydencki. 19 stycznia 1995 roku wojska federalne zajęły centrum miasta i pałac. Czeczeni zajęli umocnione pozycję na przepływającej przez miasto rzece Sunży. 6 lutego Rosjanie podjęli akcję sforsowania rzeki, wspierały ich w tym Su-25, atakując pozycję bojowników wzdłuż rzeki. Dwa dni wcześniej Su-25 odniosły pierwsze straty, 4 lutego utracono pierwszego Su-25 w walce. Eskadra Su-25 zaatakowała pozycje czeczeńskie ochraniające most na rzece Argun w rejonie Czeczen-Auł. Podczas wykonywania zakrętu dwa samoloty dostały się pod silny ogień ZSU-23-4. Maszyna pilotowana przez dowódce eskadry, majora Nikołaja Bairowa została zestrzelona, ale pilot zdołał się katapultować. Po wylądowaniu na spadochronie został jednak zastrzelony przez Czeczenów na miejscu. Pośmiertnie Bairow został wyróżniony tytułem Bohatera Rosji. Drugi biorący udział w ataku Su-25 został również ciężko uszkodzony ogniem artyleryjskim. Maszyna zdołała powrócić o własnych siłach do bazy w Mozdoku, ale zniszczenia były na tyle duże, że zaniechano jej remontu. W późniejszym okresie ustawiono ją jako pomnik w Budionnowsku. W tym samym okresie wiele innych Su-25 zostało uszkodzonych ogniem artyleryjskim jednak wysiłkiem służb technicznych Rosjanie byli w stanie przywracać je w krótkim czasie do służby. 10 lutego 1995 roku aż sześć Su-25 wraz z jedenastoma Mi-24 atakowało pozycję nad Sunżą. Ciężar ataków szturmowców skoncentrowany został na umocnionych przez Czeczenów przedmieściach Groznego Katajama i Cziernoriecze. 25 stycznia 1995 roku osiemnaście maszyn Su-25 przeprowadziło atak na dawną, poradziecką bazę rakietowych pocisków balistycznych w Bamucie. W znajdujących się na terenie bazy podziemnych silosach Czeczeni zorganizowali składy zaopatrzenia.
W kwietniu 1995 roku, po całkowitym opanowaniu Groznego walki przeniosły się w górzyste rejony Czeczeni, gdzie koncentrowały się oddziały bojowników. Su-25 atakowały ich pozycję. Poprawiła się również pogoda, która umożliwiła wykonywanie większej liczby lotów. W dniach 8–9 kwietnia Su-25 skierowano do bombardowania pozycji czeczeńskich niedaleko Samaszek. Samoloty odpierały również ataki bojowników na zajęte już przez wojska federalne miejscowości Bamut i Szali. W maju 1995 roku czeczeńscy bojownicy zaatakowali opanowany przez Rosjan Grozny, Su-25 wzięły udział w odpieraniu ich ataków. Brały również udział w tym okresie w walkach w rejonie Szali, Wiedieno i nieustannie atakowały górskie rejony koncentracji Czeczenów. 5 maja lecąca w górzystym rejonie Wienoj para Su-25 dostała się pod silny ogień prowadzony z ziemi. Zamaskowane na zboczu góry stanowisko karabinu maszynowego DSzKM ostrzelało obydwa samoloty ogniem flankującym z boku obydwu samolotów. Jeden z pocisków kalibru 12,7 mm dosięgnął pilota prowadzącej maszyny, majora Władimira Sarabjejewa, który zginął na miejscu, a już niekontrolowany Su-25 rozbił się o ziemię. Do lata 1995 roku Rosjanie opanowali praktycznie całą Czeczenię a walki przyjęły charakter partyzancki, w którym nadal wykorzystywano Su-25. Do czasu niespodziewanego dla Rosjan kontrataku Czeczenów na Grozny w sierpniu 1996 roku, w praktyce kończącego I wojnę czeczeńską, Rosjanie utracili jeszcze dwa Su-25. 4 kwietnia 1996 roku pojedynczy samolot został zestrzelony ogniem artyleryjskim prowadzonym przez zestaw ZU-23-2. Pilot zdołał się bezpiecznie katapultować oraz 5 maja 1996 roku. W tym dniu utracono dwuosobowego Su-25UB zestrzelonego pociskiem rakietowym wystrzelonym z przeciwlotniczego zestawu. Tym razem obydwaj członkowie załogi zginęli.

### Wojna erytrejsko-etiopska
6 maja 1998 wojska erytrejskie dokonały agresji na miasto Badme rozpoczynając w ten sposób wojnę z Etiopią. Niebagatelną rolę podczas trwania konfliktu odegrało lotnictwo obydwu walczących stron. Dzień wcześniej do akcji weszły erytrejskie MB-339, które zbombardowały etiopskie miasto Mekelie natomiast lotnictwo Etiopii, po raz pierwszy użyte zostało bojowo 5 czerwca 1998 roku. Tego dnia, etiopskie MiG-23 zbombardowały Port lotniczy Asmara, uszkodzeniu uległy zabudowania, zniszczono Boeinga 727 linii Air Zambia obyło się jednak bez strat w ludziach. Przed rozpoczęciem regularnych starć zbrojnych, Erytrea praktycznie od podstaw zbudowała swoje siły powietrzne. Ich trzon stanowiło sześć zakupionych we Włoszech samolotów Aermacchi MB-339 zmodyfikowanych pod kątem prowadzenia działań szturmowych. Po drugiej stronie barykady stanęły Etiopskie Siły Powietrzne, dysponujące zdecydowaną przewagą i uzbrojone w sprzęt, w którym dominującą rolę odgrywały maszyny radzieckiego pochodzenia. Etiopskie lotnictwo borykało się jednak z licznymi problemami, sprzęt był mocno wyeksploatowany oraz brakowało części zamiennych. Tym niemniej, Erytrea nie miała samolotów mogących się przeciwstawić etiopskim MiG-21 i MiG-23. Podczas trwania całego konfliktu, obydwa państwa intensywnie modernizowały i wzmacniały swoje lotnictwo. Etiopia korzystając z usług izraelskiego Elbitu zmodernizowała samoloty MiG-21 do standardu MiG-21-2000. Aby przeciwdziałać etiopskiej przewadze w powietrzu, Erytrea zakupiła w Rosji dziesięć samolotów MiG-29 (osiem w wersji MiG-29A i dwa, dwumiejscowe MiG-29UB), dostarczonych latem 1998 roku. Wraz z maszynami do Afryki przybyli specjaliści od konserwacji i naprawy sprzętu z Ukrainy i Bułgarii. W odpowiedzi Etiopia zakupiła (również w Rosji) samoloty Su-27 (sześć w wersji Su-27SK i dwa w wersji Su-27UB), pierwsze z nich przybyły do kraju w grudniu 1998 roku. W efekcie naprzeciwko siebie stanęły dwa typy radzieckich samolotów myśliwskich. Su-27 wyszły z walki zwycięsko, Erytrejczycy w akcjach prowadzonych przeciwko maszynom Suchoja, utracili (prawdopodobnie) cztery swoje MiG-29 a etiopskie Su-27 zyskały przydomek „MiG killers” (zabójcy migów). W celu uzupełnienia strat, do Rosji udał się erytrejski wysłannik mający nabyć nowe MiG-29, był to były rosyjski wojskowy, pułkownik Niefjodow. Pułkownik uczestniczył w negocjacjach mających na celu zakup pierwszej partii MiG-29 (Niefjodow pomagał również Etiopii w zakupie uzbrojenia w Rosji). Rosja odmówiła jednak sprzedaży MiGów. Wjazd nie był jednak bezowocny. „Zakupy” pułkownika Niefjodowa przyniosły efekt w postaci nabycia czterech śmigłowców Mi-17 w Rosji, ośmiu Su-25 w Gruzji, i niejako przy okazji, sześciu MiG-21 w Mołdawii. Etiopia zdając sobie sprawę z erytrejskich planów i ich efektów, nie pozostała w tyle. Bez problemów udało jej się nabyć w Rosji sześć samolotów Su-25TK i dwa w wersji Su-25UB. Na pokładach trzech An-22 i dwóch Ił-76 samoloty zostały przetransportowane z bazy w Kubince do Etiopii w marcu 2000 roku. Su-25 zarówno po stronie Etiopii i Erytrei szybko znalazły się w pod ostrzałem. 12 maja 2000 roku Etiopia rozpoczęła zmasowaną ofensywę, w której obydwie strony wykorzystywały Su-25 do bliskiego wsparcia i zadań szturmowych. Podczas walk Etiopczycy utracili jeden Su-25UB wykonującego lot zwiadowczy. 19 maja 2000 roku, para etiopskich Su-25TK uzbrojonych w przeciwradiolokacyjne rakiety Ch-25MP, kierowane telewizyjnie Ch-29T i R-73 służące do samoobrony, zaatakowały erytrejską bazę Sawa. znajdowało się tam lotnisko, z którego do akcji startowały Su-25 przeciwnika. Głównym celem nalotu nie były jednak wrogie Su-25, a system kierowanych rakiet ziemia–powietrze 2K12 Kub znajdujący się na wyposażeniu wojsk Erytrei. Akcja zakończyła się pełnym sukcesem i zniszczeniem parasola przeciwlotniczego chroniącego erytrejską bazę. Dzień później Etiopia przeprowadziła ponowny atak mający na celu eliminacje wrogiego systemu przeciwlotniczego. Tym razem celem był Kub zlokalizowany w pobliżu miasta Mendefera. Ten zestaw obsługiwany był przez ukraiński personel na usługach Erytrei. I ten atak zakończył się sukcesem, ale przed zniszczeniem stanowiska przeciwlotniczego, ukraińska obsługa zdołała wystrzelić dwie rakiety przeciwlotnicze w stronę etiopskich Su-25. Jeden z samolotów został uszkodzony jednak pilot zdołał sprowadzić bezpiecznie maszynę do bazy. Kolejne ataki wykonane na bazę w Mendefera praktycznie wyeliminowały Kuby z walki. Etiopia kontynuowała ofensywę starając się zając jak najlepszą pozycję przetargową w trwających w Algierze rozmowach mających zakończyć konflikt. 18 czerwca 2000, wyczerpane wojną obydwie strony konfliktu uzgodniły natychmiastowe zawieszenie broni.

### Wojna rosyjsko-gruzińska

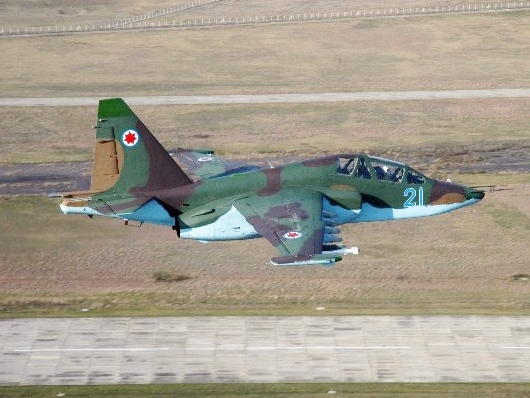
Gruziński Su-25UB

Latem 2008 roku doszło do zaostrzenia sytuacji na granicy pomiędzy Gruzją a separatystyczną, nieuznającej zwierzchniej władzy Gruzji, Republiką Osetii Południowej. 7 sierpnia 2008 roku Gruzja rozpoczęła ostrzał osetyńskiego terytorium z użyciem systemów artyleryjskich, a dzień później, 8 sierpnia do akcji włączone zostało gruzińskie lotnictwo wojskowe. Jeszcze tego samego dnia do akcji po stronie Osetii Południowej włączyły się Siły Powietrzne Federacji Rosyjskiejm rozpoczynając faktyczną wojnę rosyjsko-gruzińską. Wśród intensywnie użytkowanych samolotów, zarówno po stronie Rosji, jak również Gruzji, znalazły się Su-25. 8 sierpnia, pierwszego dnia działań gruzińskiego lotnictwa, o godzinie 5:23, utraciły one swojego pierwszego Su-25. Pięć maszyn tego typu zaatakowało kolumnę pojazdów wojskowych w Osetii Południowej. Jedna z maszyn została trafiona rakietą zestawu 9K38 Igła lub ogniem armat małokalibrowych i spadła na ziemię. Pilot katapultował się, ale jego dalsze losy pozostawały ówcześnie nieznane. Tego samego dnia, o godzinie 22:07, Gruzini stracili kolejny Su-25 podczas ataku na cele w Osetii. Dzień później, 9 sierpnia 2008 roku, przedstawiciele separatystów poinformowali o zestrzeleniu następnego gruzińskiego samolotu Su-25. Tego samego dnia, podczas walki powietrznej z rosyjskim Su-27 (lub MiG-29), rakietą R-73 zestrzelony został kolejny gruziński Su-25. Według źródeł rosyjskich, Gruzini jeszcze 11 sierpnia 2008 roku stracili Su-25 atakującego pozycje 58 Armii Ogólnowojskowej, tym razem zestrzelonego ogniem z ziemi, przy użyciu zestawu 9K38 Igła lub ogniem broni małokalibrowej. Łącznie utracono w powietrzu 5 Su-25, nie licząc uszkodzonych.
Pierwszego dnia pełnoskalowego konfliktu również Rosjanie wprowadzili do walki swoje Su-25 i również ponieśli straty. Jeden z nich, pochodzący z 368 Pułku Lotnictwa Szturmowego, 8 sierpnia został uszkodzony przenośnym pociskiem rakietowym. Pilot, kapitan Iwan Nieczajew, zdołał jednak bezpiecznie doprowadzić i wylądować samolotem w bazie w Budionnowsku. Druga maszyna, pochodząca również z 368 Pułku Lotnictwa Szturmowego została zestrzelona na północ od Cchinwali przez pocisk zestawu 9K37 Buk. Pilot, podpułkownik Oleg Terebunski, zastępca dowódcy eskadry, zdołał bezpiecznie katapultować się i przedostać na tereny kontrolowane przez własne oddziały. 9 sierpnia 2008 roku Rosjanie utracili kolejne dwa Su-25. Pierwszy z samolotów, pilotowany przez dowódcę 368 Pułku Lotnictwa Szturmowego pułkownika Siergieja Kołbasza został trafiony dwoma pociskami naprowadzanymi na podczerwień podczas walk o Cchinwali. Pilot bezpiecznie katapultował się i został ewakuowany przez rosyjski zespół ratowniczy śmigłowcem Mi-8. Drugi samolot o numerze fabrycznym 11580 został zestrzelony prawdopodobnie rakietą zestawu 9K37 Buk, a pilot major Władimir Edamienko, dowódca klucza w 368 pułku, poniósł śmierć. 11 sierpnia 2008 roku podczas ataku na gruzińskie pozycje w Abchazji, Su-25 o numerze taktycznym 46, pochodzący z 461 Pułku Lotnictwa Szturmowego został uszkodzony rakietą 9K38 Igła. Pilot jednak zdołał bezpiecznie powrócić na lotnisko w Budionnowsku. Podczas tej wojny Rosja użyła także samolotów zmodernizowanych Su-25SM, z których według niepewnych informacji trzy zostały uszkodzone przenośnymi zestawami pocisków przeciwlotniczych.

### Donbas

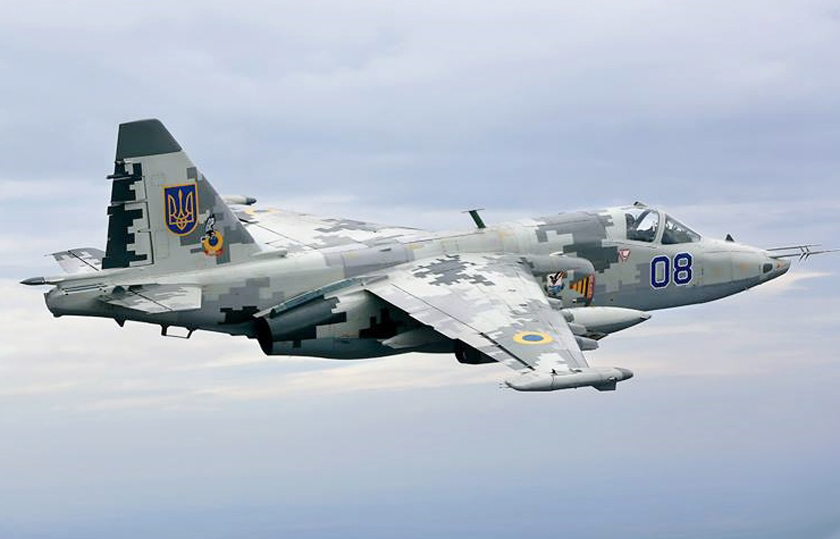
Ukraiński Su-25 w 2017

Ukraińskie Su-25, wchodzące w skład 299 Brygady Lotnictwa Taktycznego Sił Powietrznych Ukrainy, jedynej ukraińskiej jednostki użytkującej ten typ samolotu (przeformowanej z 299. pułku w 2003 roku), zostały wykorzystane bojowo podczas konfliktu na wschodniej Ukrainie. W kwietniu 2014 roku klucz Su-25 został przebazowany na lotnisko w Dnieprze pełniące rolę wysuniętej bazy operacyjnej. Su-25 przez krótki okres wykorzystywały jeszcze jedną wysuniętą bazę operacyjną zlokalizowaną na lotnisku w Czuhujew, jednak w czerwcu 2014 roku zgrupowano wszystkie biorące udział w akcji maszyny (co najmniej 8 samolotów) w Dnieprze. 13 kwietnia 2014 ogłoszono początek „operacji antyterrorystycznej” (ATO) wymierzonej w separatystów. W początkowej fazie konfliktu samoloty dyżurowały nad wyznaczonym obszarem pełniąc rolę wsparcia dla oddziałów piechoty. Wykonywano również loty demonstracyjne na niskim pułapie mające na celu demonstrację siły i obecności ukraińskich jednostek. 6 maja 2014 roku ukraiński Su-25 został wykorzystany do zniszczenia unieruchomionego na ziemi śmigłowca Mi-24P, który dzień wcześniej został uszkodzony przez separatystów nad Słowiańskiem i zmuszony do lądowania. Po ewakuacji załogi przez śmigłowiec Mi-8, Su-25 zniszczył go ogniem niekierowanych pocisków rakietowych S-8, aby nie został przejęty przez separatystów. Ukraińskie Su-25 wzięły następnie udział w walkach mających na celu odbicie zdobytego 26 maja portu lotniczego w Doniecku – pomimo użycia przeciwko jednemu Su-25 przenośnego zestawu przeciwlotniczego, żaden z Su-25 nie został wówczas trafiony. Od tego momentu samoloty wykorzystywano intensywnie podczas prowadzonych walk. Ich celem były umocnienia, punkty oporu i dowodzenia, siła żywa i pojazdy. 1 lipca 2014 roku, ogniem z broni strzeleckiej uszkodzony został pierwszy ukraiński Su-25, dzień później, 2 lipca, utracono pierwszego Su-25M1. Samolot podczas lotu nad Słowiańskiem został ciężko uszkodzony rakietą przeciwlotniczą wystrzeloną z wyrzutni naramiennej. Pilotowi udało się dolecieć do lotniska w Dnieprze, jednak podczas wykonywania manewru podchodzenia do lądowania utracił kontrolę nad maszyną i musiał się katapultować. Kolejną maszynę utracono podczas bardzo intensywnych walk, jakie prowadzono o wzgórze Sawur-Mohyła – 16 lipca 2014 roku samolot Su-25 został trafiony pociskiem z terenu Rosji. Pilotowi udało się doprowadzić maszynę nad własne terytorium i wylądować na brzuchu, jednak uszkodzenia samolotu były na tyle duże, że został spisany ze stanu. 23 lipca, podczas działań w rejonie Sawur-Mohyła, utracono aż dwa Su-25, w tym Su-25M1, zestrzelone rakietami z naramiennych zestawów przeciwlotniczych. Obydwaj piloci zdołali się katapultować. Pierwszego z nich ewakuowała bezpiecznie grupa poszukiwawczo-ratownicza, lecz podczas próby podjęcia drugiego pilota, ukraiński zespół ratunkowy został rozbity przez separatystów (poległo 8 żołnierzy, czterech dostało się do niewoli, a czterech zdołało uciec). Pilot drugiego Su-25 został ujęty przez prorosyjską milicję dopiero 19 sierpnia, po czym 2 września wrócił na terytorium kontrolowane przez Ukrainę w ramach wymiany jeńców. 29 sierpnia, podczas ataku na zmotoryzowaną kolumnę, zestrzelony został ostatni Su-25M1. Pilot bezpiecznie katapultował się i 1 września przedostał na własne terytorium. W tym samym dniu wstrzymano również wszystkie loty Su-25. Głównym powodem zaniechania dalszych akcji z udziałem ukraińskich maszyn szturmowych było coraz większe nasycenie terenu walk środkami obrony przeciwlotniczej dostarczanymi prorosyjskim jednostkom zbrojnym z Rosji. Ogółem ukraińskie lotnictwo straciło 5 samolotów Su-25.

### Syria

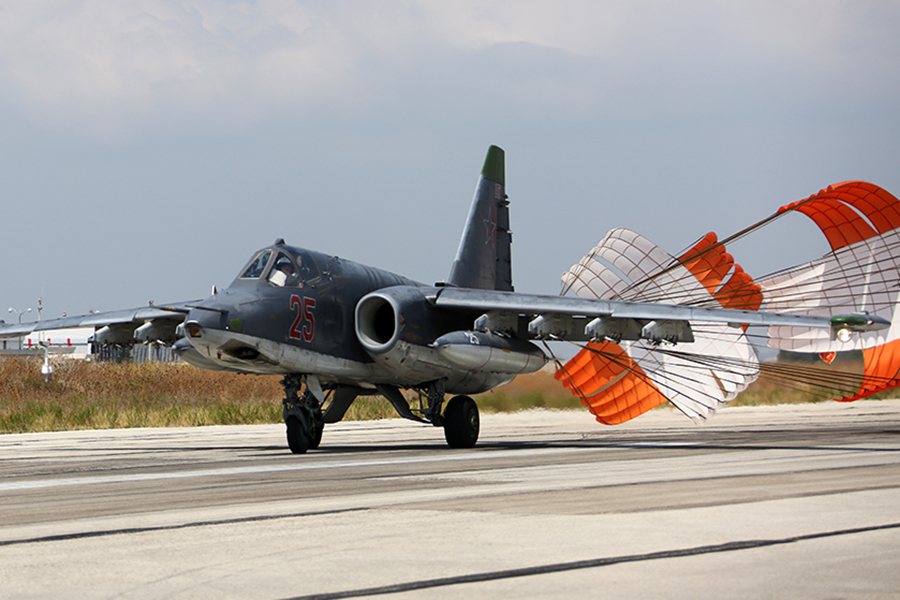
Rosyjski Su-25 na lotnisku w Latakii

Ostatniego dnia września 2015 roku rosyjska Rada Federacji zgodziła się na udział Sił Zbrojnych Federacji Rosyjskiej w działaniach bojowych w Syrii. Stało się to na wniosek prezydenta Władimira Putina, którego o pomoc w zwalczaniu rebelii trwającej w Syrii poprosił Prezydent Syrii Baszszar al-Asad. 18 września 2015 roku rozpoczął się przerzut samolotów bojowych Sił Powietrzno-Kosmicznych Federacji Rosyjskiej do Awiabazy Chmiejmim. Do końca września na terytorium Syrii znalazło się dwanaście maszyn Su-25 (dziesięć typu Su-25SM i dwa samoloty szkolno-bojowe, mogące w pełnym zakresie wykonywać zadania bojowe, Su-25UB). Przysłane do Syrii odrzutowce pochodziły prawdopodobnie z 368 Pułku Lotnictwa Szturmowego z Budionnowska i 960 Pułku Lotnictwa Szturmowego z Primorsko-Achtarska. W pierwszej fazie konfliktu, głównymi celami dla Su-25 były punkty dowodzenia i zaopatrzenia oraz siły i środki przeciwnika wojsk Syrii. Podczas swoich działań, Su-25 osłaniane były przez wielozadaniowe samoloty Su-30SM. Głównym rodzajem uzbrojenia stosowanym przez Su-25 na początku swojej działalności w Syrii były niekierowane bomby. Od drugiej połowy października 2015 roku, Su-25 zostały w coraz większym stopniu wykorzystywane do bezpośredniego wsparcia lotniczego operujących na ziemi wojsk syryjskich. Do takich akcji maszyny zaczęły korzystać z rakiet S-8 kalibru 80 mm, przenoszonych w zasobnikach B-8M1, mieszczących po 20 pocisków.
31 października 2015 roku na Synaju rozbił się rosyjski samolot Airbus A321 linii Kogalymavia. Federalna Służba Bezpieczeństwa Federacji Rosyjskiej oficjalnie poinformowała, że maszyna została zniszczona przez ładunek wybuchowy. Za zamach według przedstawicieli Federalnej Służby Bezpieczeństwa odpowiedzialne było Państwo Islamskie. W odpowiedzi na zamach do akcji weszło rosyjskie lotnictwo strategiczne a samoloty taktyczne, w tym Su-25 zwiększyły intensywność działań. 14 marca 2016 roku Prezydent FR W.W. Putin ogłosił wycofanie z Syrii głównej części kontyngentu wojskowego. Konsekwencją tej decyzji był powrót do kraju wszystkich używanych podczas działań zbrojnych samolotów Su-25. Cała operacja ewakuacji maszyn przeprowadzona została 15 i 16 marca tego samego roku.
W boju brała udział także wersja Su-25SM3.
3 lutego 2018 roku, w pobliżu Ma’arrat an-Numan w prowincji Idlib został zestrzelony Su-25SM. Po ataku maszyny o numerze rejestracyjnym RF-95486, salwą niekierowanych pocisków rakietowych, samolot został zestrzelony przy użyciu naprowadzanego na podczerwień pocisku ziemia-powietrze 9K38 Igła lub jego chińskiej wersji FN-6. Pilot samolotu, 33 letni major Roman Filipow zdołał się uratować na spadochronie. Wylądował na terenie kontrolowanym przez bojowników ugrupowania Dżajsz al-Nasr wchodzącego w skład Wolnej Armii Syrii. Już w trakcie opadania na ziemie major Filipow znalazł się pod ogniem. Na ziemi, będąc w kontakcie radiowym z macierzystą bazą, udało mu się zabić dwójkę napastników. Gdy reszta bojowników podeszła bliżej pilota, ten odpalił granat nie dając się wziąć żywcem. Za jego czyn, Ministerstwo Obrony FR wystąpiło o nadanie mu pośmiertnie odznaczenia Bohater Federacji Rosyjskiej.

### Ukraina
Maszyna jest masowo używana przez lotnictwo Rosji oraz Ukrainy w czasie wojny pomiędzy tymi państwami.